# Деменское сельское поселение
Деменское сельское поселение — упразднённое муниципальное образование в юго-западной части Новозыбковского района Брянской области. Административный центр — село Деменка.
Образовано в результате проведения муниципальной реформы в 2005 году, путём преобразования дореформенного Деменского сельсовета.
10 июня 2019 года вместе с другими сельскими поселениями Новозыбковского муниципального района было упразднено и объединено с городским округом г. Новозыбкова в новое единое муниципальное образование Новозыбковский городской округ.

## Население
| 2010 | 2011 | 2012 | 2013 | 2014 | 2015 | 2016 |
| ---- | ---- | ---- | ---- | ---- | ---- | ---- |
| 820  | ↘818 | ↘804 | ↗808 | ↗812 | ↘807 | ↘796 |
| 2017 | 2018 | 2019 |      |      |      |      |
| ↗803 | ↘801 | →801 |      |      |      |      |

## Населённые пункты
- село Деменка
- посёлок Опытная Станция
- село Перевоз